# 燥原荠
燥原荠（学名：Ptilotrichum canescens）为十字花科燥原荠属下的一个种。